# Lerista uniduo
Lerista uniduo är en ödleart som beskrevs av  Storr 1984. Lerista uniduo ingår i släktet Lerista och familjen skinkar. Inga underarter finns listade i Catalogue of Life.